# Grand Prix Ruska 2018
Grand Prix Ruska 2018 (oficiálně Formula 1 2018 VTB Russian Grand Prix) se jela na okruhu Sochi Autodrom v Soči v Rusku dne 30. září 2018. Závod byl šestnáctým v pořadí v sezóně 2018 šampionátu Formule 1.

## Kvalifikace
| Poř.                       | No. | Jezdec            | Konstruktér               | Časy v kvalifikaci | Časy v kvalifikaci | Časy v kvalifikaci | Pořadí na startu |
| Poř.                       | No. | Jezdec            | Konstruktér               | Q1                 | Q2                 | Q3                 | Pořadí na startu |
| -------------------------- | --- | ----------------- | ------------------------- | ------------------ | ------------------ | ------------------ | ---------------- |
| 1                          | 77  | Valtteri Bottas   | Mercedes                  | 1:32.964           | 1:32.744           | 1:31.387           | 1                |
| 2                          | 44  | Lewis Hamilton    | Mercedes                  | 1:32.410           | 1:32.595           | 1:31.532           | 2                |
| 3                          | 5   | Sebastian Vettel  | Ferrari                   | 1:33.476           | 1:33.045           | 1:31.943           | 3                |
| 4                          | 7   | Kimi Räikkönen    | Ferrari                   | 1:33.341           | 1:33.065           | 1:32.237           | 4                |
| 5                          | 20  | Kevin Magnussen   | Haas-Ferrari              | 1:34.078           | 1:33.747           | 1:33.181           | 5                |
| 6                          | 31  | Esteban Ocon      | Force India-Mercedes      | 1:34.290           | 1:33.596           | 1:33.413           | 6                |
| 7                          | 16  | Charles Leclerc   | Sauber-Ferrari            | 1:33.924           | 1:33.488           | 1:33.419           | 7                |
| 8                          | 11  | Sergio Pérez      | Force India-Mercedes      | 1:34.084           | 1:33.923           | 1:33.563           | 8                |
| 9                          | 8   | Romain Grosjean   | Haas-Ferrari              | 1:34.022           | 1:33.517           | 1:33.704           | 9                |
| 10                         | 9   | Marcus Ericsson   | Sauber-Ferrari            | 1:34.170           | 1:33.995           | 1:35.196           | 10               |
| 11                         | 33  | Max Verstappen    | Red Bull Racing-TAG Heuer | 1:33.048           | Bez času           |                    | 19               |
| 12                         | 3   | Daniel Ricciardo  | Red Bull Racing-TAG Heuer | 1:33.247           | Bez času           |                    | 18               |
| 13                         | 10  | Pierre Gasly      | Scuderia Toro Rosso-Honda | 1:34.383           | Bez času           |                    | 17               |
| 14                         | 55  | Carlos Sainz Jr.  | Renault                   | 1:34.626           | Bez času           |                    | 11               |
| 15                         | 27  | Nico Hülkenberg   | Renault                   | 1:34.655           | Bez času           |                    | 12               |
| 16                         | 28  | Brendon Hartley   | Scuderia Toro Rosso-Honda | 1:35.037           |                    |                    | 20               |
| 17                         | 14  | Fernando Alonso   | McLaren-Renault           | 1:35.504           |                    |                    | 16               |
| 18                         | 35  | Sergej Sirotkin   | Williams-Mercedes         | 1:35.612           |                    |                    | 13               |
| 19                         | 2   | Stoffel Vandoorne | McLaren-Renault           | 1:35.977           |                    |                    | 15               |
| 20                         | 18  | Lance Stroll      | Williams-Mercedes         | 1:36.437           |                    |                    | 14               |
| 107% času vítěze: 1:38.878 |     |                   |                           |                    |                    |                    |                  |
| Zdroj:                     |     |                   |                           |                    |                    |                    |                  |

Poznámky
1. ↑  Max Verstappen obdržel trest posunu o 43 míst vzad - 35 míst kvůli překročení využití komponent v pohonné jednotce, 5 míst kvůli neplánované výměně převodovky a 3 místa za ignorování žlutých vlajek během kvalifikace.
2. ↑  Daniel Ricciardo obdržel trest posunu o 40 míst vzad - 35 míst za překročení počtu povolených pohonných jednotek a 5 míst kvůli neplánované výměně převodovky.
3. ↑  Pierre Gasly obdržel trest posunu o 35 míst vzad za překročení počtu povolených pohonných jednotek.
4. ↑  Brendon Hartley obdržel trest posunu o 40 míst vzad za překročení počtu povolených pohonných jednotek.
5. ↑  Fernando Alonso obdržel trest posunu o 30 míst vzad za překročení počtu povolených pohonných jednotek.
6. ↑  Stoffel Vandoorne obdržel trest posunu o 5 míst vzad kvůli neplánované výměně převodovky.

## Závod
| Poř.   | No. | Jezdec            | Konstruktér               | Počet kol | Čas/Odstoupení | Pořadí na startu | Body |
| ------ | --- | ----------------- | ------------------------- | --------- | -------------- | ---------------- | ---- |
| 1      | 44  | Lewis Hamilton    | Mercedes                  | 53        | 1:27:25.181    | 2                | 25   |
| 2      | 77  | Valtteri Bottas   | Mercedes                  | 53        | +2.545         | 1                | 18   |
| 3      | 5   | Sebastian Vettel  | Ferrari                   | 53        | +7.487         | 3                | 15   |
| 4      | 7   | Kimi Räikkönen    | Ferrari                   | 53        | +16.543        | 4                | 12   |
| 5      | 33  | Max Verstappen    | Red Bull Racing-TAG Heuer | 53        | +31.016        | 19               | 10   |
| 6      | 3   | Daniel Ricciardo  | Red Bull Racing-TAG Heuer | 53        | +1:20.451      | 18               | 8    |
| 7      | 16  | Charles Leclerc   | Sauber-Ferrari            | 53        | +1:38.390      | 7                | 6    |
| 8      | 20  | Kevin Magnussen   | Haas-Ferrari              | 52        | +1 kolo        | 5                | 4    |
| 9      | 31  | Esteban Ocon      | Force India-Mercedes      | 52        | +1 kolo        | 6                | 2    |
| 10     | 11  | Sergio Pérez      | Force India-Mercedes      | 52        | +1 kolo        | 8                | 1    |
| 11     | 8   | Romain Grosjean   | Haas-Ferrari              | 52        | +1 kolo        | 9                |      |
| 12     | 27  | Nico Hülkenberg   | Renault                   | 52        | +1 kolo        | 12               |      |
| 13     | 9   | Marcus Ericsson   | Sauber-Ferrari            | 52        | +1 kolo        | 10               |      |
| 14     | 14  | Fernando Alonso   | McLaren-Renault           | 52        | +1 kolo        | 16               |      |
| 15     | 18  | Lance Stroll      | Williams-Mercedes         | 52        | +1 kolo        | 14               |      |
| 16     | 2   | Stoffel Vandoorne | McLaren-Renault           | 51        | +2 kola        | 15               |      |
| 17     | 55  | Carlos Sainz Jr.  | Renault                   | 51        | +2 kola        | 11               |      |
| 18     | 35  | Sergej Sirotkin   | Williams-Mercedes         | 51        | +2 kola        | 13               |      |
| Ret    | 10  | Pierre Gasly      | Scuderia Toro Rosso-Honda | 4         | Brzdy          | 17               |      |
| Ret    | 28  | Brendon Hartley   | Scuderia Toro Rosso-Honda | 4         | Brzdy          | 20               |      |
| Zdroj: |     |                   |                           |           |                |                  |      |

## Průběžné pořadí po závodě
Pohár jezdců
|   | Pořadí | Jezdec           | Body |
| - | ------ | ---------------- | ---- |
|   | 1      | Lewis Hamilton   | 306  |
|   | 2      | Sebastian Vettel | 256  |
| 1 | 3      | Valtteri Bottas  | 189  |
| 1 | 4      | Kimi Räikkönen   | 186  |
|   | 5      | Max Verstappen   | 158  |

Pohár konstruktérů
|  | Pořadí | Konstruktér               | Body |
|  | ------ | ------------------------- | ---- |
|  | 1      | Mercedes                  | 496  |
|  | 2      | Ferrari                   | 442  |
|  | 3      | Red Bull Racing-TAG Heuer | 292  |
|  | 4      | Renault                   | 91   |
|  | 5      | Haas-Ferrari              | 80   |